# فرمیک انیدرید
فرمیک انیدرید (به انگلیسی: Formic anhydride) یک ترکیب شیمیایی با شناسه پاب‌کم ۹۵۴۸۶۸۰ است. 